# Verde (rivière)
La Verde (en yavapai : Haka'he:la) est an affluent de la rivière Salée en Arizona, donc un sous-affluent du Colorado par la Rivière Gila.